# Jeux d'eau

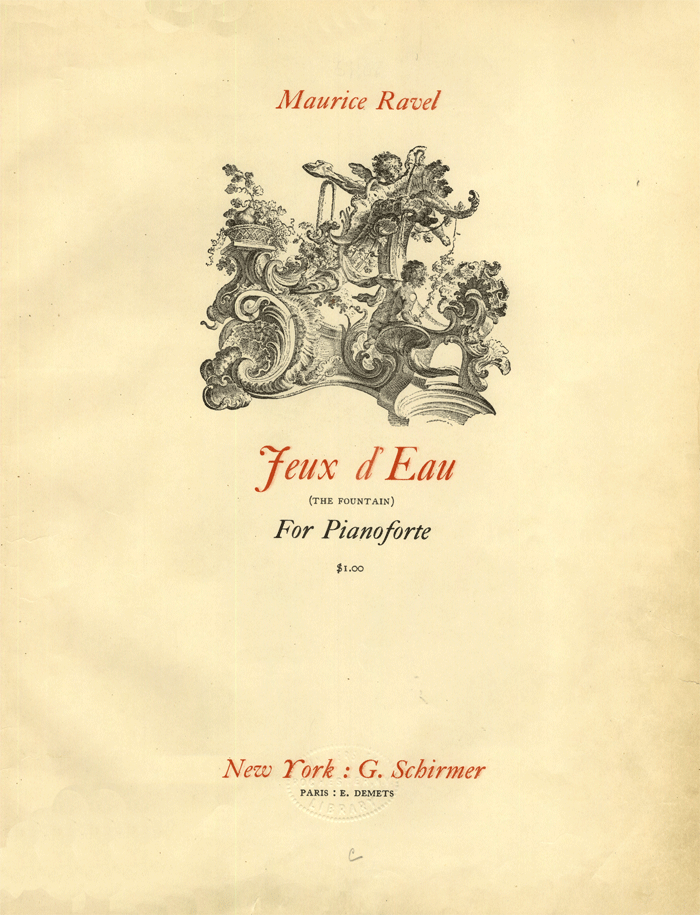
Uitgave van Jeux d'eau

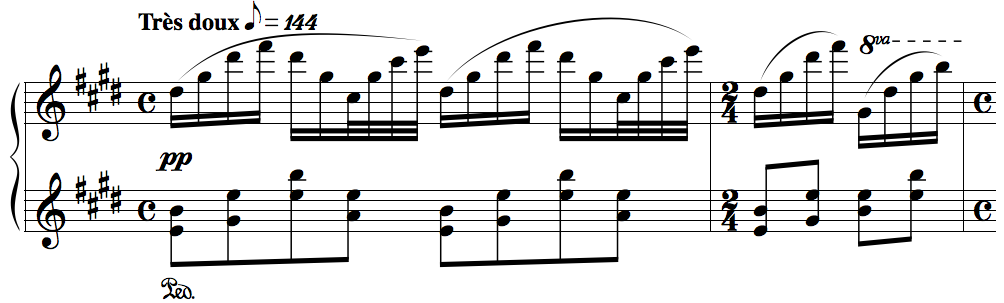
Beginmaten van Jeux d'eau

Jeux d'eau (vertaling waterspelletjes of vrijer: fonteinen) is een muzikaal lichtvoetige compositie in E majeur van de Franse componist Maurice Ravel uit 1901.
Het is een toongedicht voor piano solo, waarin Ravel een beeld schetst van water dat door de riviergod wordt beroerd. Ravel voorziet het stuk van een motto, waarin hij rept over die riviergod, die lacht om het water dat hem kietelt.
Het stuk is gemaakt naar analogie van een compositie van Franz Liszt, getiteld Les jeux d'eau à la Villa d'Este (uit de derde serie Années de Pèlerinage). Waar Liszt een verwijzing doet naar de Bijbeltekst van Johannes waarin Jezus als bron van eeuwig leven wordt geciteerd, beroept Ravel zich in zijn Jeux d'eau op de riviergod.
Het stuk bestaat uit één doorgecomponeerd geheel, waarin diverse technisch veeleisende pianissimopassages voorkomen. De vorm is rapsodisch, al doet het, afgezien van ontbreken van de klassieke tonale opbouw, aan de sonatevorm denken (het stuk bevat een quasi-expositie, een doorwerking, een cadens, een reprise en een coda).
Jeux d’eau werd in 1901 uitgegeven, en Ravel noemt het zelf een pianistische 'novelty'. Ravel droeg het werk op aan zijn collega-componist en leermeester Gabriel Fauré.
Ricardo Viñes was de eerste pianist die het werk in het openbaar uitvoerde in 1902. Jeux d'eau wordt gezien als een der eerste expressionistisch-programmatische composities van de 20e eeuw.
Het stuk heeft een lengte van ongeveer 5 minuten.